# Anello C
L'anello C è l'anello planetario più interno di Saturno, eccezion fatta per il debole anello D, che si trova ancora più vicino al pianeta; è anche noto come anello di garza, poiché è a sua volta assai meno luminoso degli anelli A e B, essendo composto da materiali più scuri.